# هیولا (ترانه ایمجین درگنز)
«هیولا» (انگلیسی: Monster) ترانه‌ای است که توسط گروه موسیقی راک آمریکایی ایمجین درگنز برای موسیقی متن بازی نقش‌آفرینی اکشن اینفینیتی بلید ۳ ضبط شده است. این ترانه در ۱۹ سپتامبر ۲۰۱۳ منتشر شد.